# Arista Records
Pour les articles homonymes, voir Arista.
Arista Records est un label discographique indépendant américain, basé à New York, dans l'État de New York. Il est distribué à l'origine par BMG Records jusqu'à son rachat par Sony Music Entertainment en janvier 2004, du fait de la fusion de Sony Music et BMG Records.

## Histoire
Arista fusionne alors avec RCA. Depuis novembre 2008 et le rachat total des parts de BMG par Sony Music, Arista a fusionné avec le label J Records fondé par Clive Davis au début des années 2000 et ancien président d'Arista.
Beaucoup d'artistes ont vu leur contrat rompu depuis. Certains artistes de chez Arista sont donc maintenant sous contrat avec J Records comme Whitney Houston, Carlos Santana et Dido. D'autres comme Usher, OutKast, Donell Jones ou encore P!nk qui étaient sous l'égide LaFace sont désormais sous contrat avec Jive Records/ Zomba Label Group.
Arista a également été le label ayant signé le groupe à scandale Milli Vanilli.
Le 7 octobre 2011, il est annoncé que Jive Records, avec Arista et J Records sont fermés. Les artistes de ces labels intègrent RCA Records.
En juillet 2018, il est annoncé qu'Arista serait relancé en tant que label de première ligne, ce qui en ferait désormais le quatrième label phare de Sony Music aux côtés de Columbia, RCA et Epic. La société embauche l'ancien PDG d'Island Records, David Massey, pour diriger Arista.

## Arista France
Arista France est fondé en septembre 2012, ce qui en fait initialement le dernier vestige actif du label.